# Grand Prix-wegrace van België 1979
De Grand Prix-wegrace van België 1979 was de achtste race van het wereldkampioenschap wegrace-seizoen 1979. De races werden verreden op 1 juli 1979 op het Circuit de Spa-Francorchamps nabij Malmedy, (Liège). De Belgische Grand Prix werd door de meeste topcoureurs geboycot vanwege het gladde asfalt.

## Algemeen
Het Circuit de Spa-Francorchamps was helemaal vernieuwd, van 14 naar 7 kilometer ingekort en opnieuw geasfalteerd, maar de "feestelijke" opening tijdens de Belgische Grand Prix werd een aanfluiting. De FIM had vijf weken voor de Grand Prix het circuit goedgekeurd, maar toen Kenny Roberts vier weken voor de GP een promotiebezoek bracht had het wegdek nog geen toplaag en waren er nog geen vangrails geplaatst. Al tijdens de vrijdagochtendtraining ontdekten de coureurs dat het circuit spiegelglad was en sommigen probeerden het zelfs met regenbanden terwijl er geen druppel gevallen was. De zijspanrijders hadden minder problemen met het wegdek, maar tekenend was dat ze in de training zelfs sneller waren dan de 500cc-rijders. Spoedoverleg leidde ertoe dat de aanwezige Minister van Openbare Werken Guy Mathot een groot aantal mensen van de Civiele Bescherming mobiliseerde die tot diep in de nacht met brandweer-, borstel- en veegwagens het wegdek te lijf gingen. Het hielp niet en hoewel Kenny Roberts, Kork Ballington en Barry Sheene zaterdag nog een vergadering belegden, reden de eerste coureurs toen al met hun caravans weg. 's Avonds gaven de coureurs een persconferentie waarin ze meedeelden dat ze niets tegen de organisatie of de FIM hadden, maar dat het circuit niet veilig genoeg was doordat er te veel olie in het asfalt verwerkt was. In de nacht van zaterdag op zondag ontstonden rellen onder het publiek, dat betaald had maar inmiddels al coureurs naar huis had zien gaan. Jack Middelburg en Boet van Dulmen wilden nog wel rijden, maar stonden voor onoverkomelijke problemen: ze werden bedreigd door fans van Wil Hartog en moesten de vlucht nemen. De coureurs die wel aan de start kwamen bewezen volgens de FIM dat er wel gereden kon worden, maar de machines werden duidelijk minder plat gelegd dan normaal.

### Nasleep
De FIM schorste in eerste instantie Kenny Roberts en Virginio Ferrari als de grootste "oproerkraaiers" en de Belgische Motorrijdersbond schorste een viertal coureurs, maar het Committee voor Veiligheid, Sportcoördinatie en Wedstrijden van de FIM zette de schorsing om in een voorwaardelijke schorsing en een boete en de BMB volgde dat voorbeeld. Na afloop van de trainingen van de volgende Grand Prix in Zweden gaven de coureurs een communiqué uit waarin om te beginnen gemeld werd dat de boetes niet betaald zouden worden. Bovendien werden er voor het seizoen 1980 een aantal eisen gesteld:
- Volledige reis- en verblijfsvergoeding voor de wedstrijden in de VS, Canada, Venezuela, Zweden, Finland en Spanje.
- Extra veiligheidsmaatregelen op de Nürburgring, het Karlskoga Motorstadion, het Circuit Imatra en Spa-Francorchamps.
- Onder geen enkele voorwaarde een eventuele Grand Prix van Zwitserland,[1] ook niet als die in een ander land werd georganiseerd.
- Verhoging van het minimum-startgeld met 200%.
- Adequate persaccommodatie op alle circuits.
- Aan het einde van elk seizoen een verkiezing van drie rijdersvertegenwoordigers in de CCR (Commision for Road Racing).
- Op elk circuit een behoorlijk (bewoonbaar) rennerskwartier.

## 500cc-klasse
De 500cc-race werd zonder de toprijders een Australisch onderonsje, dat ruim werd gewonnen door Dennis Ireland voor zijn landgenoot Kenny Blake. De Brit Gary Lingham werd derde en er kwamen slechts tien rijders aan de finish. Het niveau van de race kwam goed naar voren in de persoon van de winnaar: Ireland scoorde in deze race 15 punten van het totaal van 17 punten in zijn hele carrière.

### Uitslag 500cc-klasse
| Pos | Coureur           | Merk       | Tijd       | Punten   |
| --- | ----------------- | ---------- | ---------- | -------- |
| 1   | Dennis Ireland    | Suzuki     | 57' 09" 67 | 15       |
| 2   | Kenny Blake       | Yamaha     | +5" 25     | 12       |
| 3   | Gary Lingham      | Suzuki     | +11" 08    | 10       |
| 4   | Gustav Reiner     | Suzuki     | +38" 93    | 8        |
| 5   | Henk de Vries     | Suzuki     | +1' 38" 23 | 6        |
| 6   | Josef Hage        | Suzuki     | +1' 38" 40 | 5        |
| 7   | Jacky Matagne     | Suzuki     | +2' 46" 86 | 4        |
| 8   | Gerhard Vogt      | Suzuki     | +1 ronde   | 3        |
| 9   | Guy Cooremans     | Suzuki     | +1 ronde   | 2        |
| 10  | Dieter Heinen     | Yamaha     | +2 ronden  | 1        |
| DNS | Johnny Cecotto    | Yamaha     | boycot     | boycot   |
| DNS | Michel Rougerie   | Suzuki     | boycot     | boycot   |
| DNS | Jack Middelburg   | Suzuki     | bedreigd   | bedreigd |
| DNS | Boet van Dulmen   | Suzuki     | bedreigd   | bedreigd |
| DNS | Steve Parrish     | Suzuki     | boycot     | boycot   |
| DNS | Barry Sheene      | Suzuki     | boycot     | boycot   |
| DNS | Randy Mamola      | Yamaha     | boycot     | boycot   |
| DNS | Alex George       | Suzuki     | boycot     | boycot   |
| DNS | Marco Lucchinelli | Suzuki     | boycot     | boycot   |
| DNS | Christian Sarron  | Yamaha     | boycot     | boycot   |
| DNS | Tony Head         | Suzuki     | boycot     | boycot   |
| DNS | Jacky Matagne     | Suzuki     | boycot     | boycot   |
| DNS | Philippe Coulon   | Suzuki     | boycot     | boycot   |
| DNS | Franco Uncini     | Suzuki     | boycot     | boycot   |
| DNS | Gianni Rolando    | Suzuki     | boycot     | boycot   |
| DNS | Wil Hartog        | Suzuki     | boycot     | boycot   |
| DNS | Willem Zoet       | Suzuki     | boycot     | boycot   |
| DNS | Kenny Roberts     | Yamaha     | boycot     | boycot   |
| DNS | Ikujiro Takaï     | Yamaha     | boycot     | boycot   |
| DNS | Bernard Fau       | Suzuki     | boycot     | boycot   |
| DNS | Sergio Pellandini | Suzuki     | boycot     | boycot   |
| DNS | Virginio Ferrari  | Suzuki     | boycot     | boycot   |
| DNS | Graziano Rossi    | Morbidelli | boycot     | boycot   |
| DNS | Max Wiener        | Suzuki     | boycot     | boycot   |
| DNS | Börge Nielsen     | Suzuki     | boycot     | boycot   |

## 250cc-klasse
De Oostenrijkse bergklimkampioen Eduard "Edi" Stöllinger en Chas Mortimer vochten de hele wedstrijd om de leiding. Het pleit werd op de streep beslist omdat de Kawasaki van Stöllinger een fractie sneller was dan Mortimers Yamaha. De strijd om de derde plaats was ook al spannend en werd gewonnen door de Australiër Murray Sayle, die de Spanjaard Fernando González De Nicolás nipt versloeg.

### Uitslag 250cc-klasse
| Pos. | Coureur                      | Merk       | Tijd       | Punten |
| ---- | ---------------------------- | ---------- | ---------- | ------ |
| 1    | Eduard Stöllinger            | Kawasaki   | 52' 16" 61 | 15     |
| 2    | Chas Mortimer                | Yamaha     | +0" 47     | 12     |
| 3    | Murray Sayle                 | Yamaha     | +27" 25    | 10     |
| 4    | Fernando González De Nicolás | Yamaha     | +28" 35    | 8      |
| 5    | Graeme McGregor              | Yamaha     | +49" 91    | 6      |
| 6    | Michel Simeon                | Yamaha     | +1' 20" 57 | 5      |
| 7    | Jeffrey Sayle                | Yamaha     | +1' 21" 49 | 4      |
| 8    | José Lazo                    | Yamaha     | +1' 22" 85 | 3      |
| 9    | Yoshimi Matsumoto            | Yamaha     | +1' 23" 55 | 2      |
| 10   | Rini van Kasteren            | Yamaha     | +1' 58" 23 | 1      |
| 11   | Josef Hage                   | Yamaha     |            |        |
| 12   | José Tellevia                | Yamaha     |            |        |
| 13   | Jacques Bolle                | Yamaha     |            |        |
| 14   | Patrick de Radiguès          | Yamaha     | +1 ronde   |        |
| 15   | Michel Steven                | Yamaha     | +1 ronde   |        |
| 16   | Roger Kockelman              | Yamaha     | +1 ronde   |        |
| 17   | Oronzo Memola                | Yamaha     | +1 ronde   |        |
| 18   | Valerio Pessotto             | Yamaha     | +1 ronde   |        |
| 19   | Reino Eskelinen              | Yamaha     | +1 ronde   |        |
| 20   | Olivier Gauthier             | Yamaha     | +1 ronde   |        |
| 21   | Graham Singer                | Yamaha     | +2 ronden  |        |
| 22   | Hermano Sobral               | Yamaha     | +2 ronden  |        |
| 23   | Jean-Marc Toffolo            | Kawasaki   | +8 ronden  |        |
| DNF  | Hermano Sobral               | Yamaha     |            |        |
| DNF  | Olivier Liégeois             | Yamaha     |            |        |
| DNF  | Hans Merkl                   | Yamaha     |            |        |
| DNF  | José Moreno                  | Yamaha     |            |        |
| DNF  | Roger Kockelmann             | Yamaha     |            |        |
| DNF  | Patrick de Radiguès          | Yamaha     |            |        |
| DNF  | Jean Claude Baele            | Yamaha     |            |        |
| DNF  | Jean-Marc Toffolo            | Yamaha     |            |        |
| DNF  | Richard Gauthier             | Yamaha     |            |        |
| DNF  | Oronzo Memola                | Yamaha     |            |        |
| DNF  | Graham Singer                | Yamaha     |            |        |
| DNF  | Guy Origer                   | Yamaha     |            |        |
| DNF  | Valerio Pessotto             | Yamaha     |            |        |
| DNF  | Bert Struyk                  | Yamaha     |            |        |
| DNF  | Michel Steven                | Yamaha     |            |        |
| DNF  | Reino Eskelinen              | Yamaha     |            |        |
| DNS  | Walter Villa                 | Yamaha     | boycot     | boycot |
| DNS  | Didier de Radiguès           | Yamaha     | boycot     | boycot |
| DNS  | Randy Mamola                 | Kawasaki   | boycot     | boycot |
| DNS  | Graziano Rossi               | Morbidelli | boycot     | boycot |
| DNS  | Richard Hubin                | Yamaha     | boycot     | boycot |
| DNS  | Paolo Pileri                 | Yamaha     | boycot     | boycot |
| DNS  | Vic Soussan                  | Yamaha     | boycot     | boycot |
| DNS  | Sadao Asami                  | Yamaha     | boycot     | boycot |
| DNS  | Eero Hyvärinen               | Yamaha     | boycot     | boycot |
| DNS  | Jean-François Baldé          | Kawasaki   | boycot     | boycot |
| DNS  | Kork Ballington              | Kawasaki   | boycot     | boycot |
| DNS  | Carlos Lavado                | Yamaha     | boycot     | boycot |
| DNS  | Klaas Hernamdt               | Yamaha     | boycot     | boycot |
| DNS  | Eric Saul                    | Yamaha     | boycot     | boycot |
| DNS  | Hans Müller                  | Yamaha     | boycot     | boycot |
| DNS  | Raymon Roche                 | Yamaha     | boycot     | boycot |
| DNS  | Olivier Chevallier           | Yamaha     | boycot     | boycot |
| DNS  | Roland Freymond              | Yamaha     | boycot     | boycot |
| DNS  | Harald Bartol                | Yamaha     | boycot     | boycot |
| DNS  | Pentti Korhonen              | Yamaha     | boycot     | boycot |
| DNS  | Toni Mang                    | Yamaha     | boycot     | boycot |

## 125cc-klasse
Thierry Espié stond op de tweede plaats in het 125cc-wereldkampioenschap, maar hij kon niet rijden doordat hij in Assen een voet gebroken had. De andere kopmannen in het kampioenschap, Ángel Nieto, Maurizo Massimiani, Hans Müller, Walter Koschine en Gert Bender deden mee aan de boycot. De snelste start was voor Fernando González De Nicolás, maar na de vijfde ronde nam veteraan Barry Smith de leiding over. Doordat zowel González De Nicolás als Ernst Fagerer uitvielen werd Martin van Soest achter Marcelino García derde.

### Uitslag 125cc-klasse
| Pos. | Coureur                      | Merk       | Tijd       | Punten |
| ---- | ---------------------------- | ---------- | ---------- | ------ |
| 1    | Barry Smith                  | Morbidelli | 46' 59" 27 | 15     |
| 2    | Marcelino García             | Morbidelli | +23" 67    | 12     |
| 3    | Martin van Soest             | Morbidelli | +42" 54    | 10     |
| 4    | Patrick Hérouard             | Morbidelli | +46" 93    | 8      |
| 5    | Jean-François Lecureux       | Morbidelli | +50" 20    | 6      |
| 6    | Paul Bordes                  | Morbidelli | +1' 06" 60 | 5      |
| 7    | Anton Straver                | Morbidelli | +1' 09" 51 | 4      |
| 8    | François Granon              | Morbidelli | +1' 27" 60 | 3      |
| 9    | Jan Huberts                  | MBA        | +1' 58" 83 | 2      |
| 10   | René Rénier                  | Morbidelli | +1' 58" 99 | 1      |
| 11   | Freddy Blaise                | Morbidelli |            |        |
| 12   | Jean-Claude Baele            | Honda      |            |        |
| 13   | José de Faveri               | Honda      | +1 ronde   |        |
| 14   | Ernst Fagerer                | Morbidelli | +1 ronde   |        |
| DNF  | Fernando González De Nicolás | onbekend   |            |        |
| DNF  | Henk van Kessel              | Condor     |            |        |
| DNS  | Ángel Nieto                  | Minarelli  | boycot     | boycot |
| DNS  | Ricardo Tormo                | Bultaco    | boycot     | boycot |
| DNS  | Eugenio Lazzarini            | Morbidelli | boycot     | boycot |
| DNS  | Hans Müller                  | MBA        | boycot     | boycot |
| DNS  | Walter Koschine              | Fantic     | boycot     | boycot |
| DNS  | Gert Bender                  | Bender     | boycot     | boycot |
| DNS  | Maurizio Massimiani          | MBA        | boycot     | boycot |
| DNS  | Harald Bartol                | Morbidelli | boycot     | boycot |
| DNS  | Stefan Dörflinger            | Morbidelli | boycot     | boycot |
| DNS  | Pier Paolo Bianchi           | Minarelli  | boycot     | boycot |
| DNS  | August Auinger               | Morbidelli | boycot     | boycot |
| DNS  | Jean-Louis Guignabodet       | Morbidelli | boycot     | boycot |
| DNS  | Bruno Kneubühler             | MBA        | boycot     | boycot |
| DNS  | Per Edvard Carlsson          | Morbidelli | boycot     | boycot |
| DNS  | Matti Kinnunen               | MBA        | boycot     | boycot |

## 50cc-klasse
Door het beperkte vermogen hadden de 50cc-rijders waarschijnlijk de minste problemen met het gladde asfalt in Francorchamps, maar de belangrijkste coureurs kwamen niet aan de start. De eerste startrij was dan ook leeg. Serge Julin, Claudio Lusuardi en Wolfgang Müller waren als snelste weg, maar toen Julin in de derde ronde de leiding nam viel hij hard bij Eau Rouge. Müller viel uit waardoor Henk van Kessel aan de leiding kwam. Rudi Kunz kwam nog even dicht bij hem, maar van Kessel nam weer afstand waarna Kunz te maken kreeg met Theo Timmer. In de zevende ronde schoof Timmer op naar de tweede plaats, maar hij kon van Kessel niet meer bedreigen.

### Uitslag 50cc-klasse
| Pos. | Coureur            | Merk              | Tijd       | Punten |
| ---- | ------------------ | ----------------- | ---------- | ------ |
| 1    | Henk van Kessel    | Sparta            | 34' 23" 27 | 15     |
| 2    | Theo Timmer        | Bultaco           | +20" 26    | 12     |
| 3    | Rudolf Kunz        | Kreidler          | +24" 79    | 10     |
| 4    | Jacky Hutteau      | ABF               | +28" 47    | 8      |
| 5    | Ingo Emmerich      | Kreidler          | +38" 31    | 6      |
| 6    | Enrico Cereda      | UFO               |            | 5      |
| 7    | Ezio Saffiotti     | Paolucci          |            | 4      |
| 8    | Gerhard Singer     | Kreidler          |            | 3      |
| 9    | Rudi Oosting       | BGS               |            | 2      |
| 10   | Cees van Dongen    | Kreidler          |            | 1      |
| 11   | Joaquín Galí       | Bultaco           | +1' 32" 08 |        |
| DNF  | Serge Julin        | Kreidler          | val        |        |
| DNF  | Wolfgang Müller    | Kreidler          | val        |        |
| DNS  | Eugenio Lazzarini  | Van Veen-Kreidler | boycot     | boycot |
| DNS  | Stefan Dörflinger  | Kreidler          | boycot     | boycot |
| DNS  | Ricardo Tormo      | Bultaco           | boycot     | boycot |
| DNS  | Gerhard Waibel     | Kreidler          | boycot     | boycot |
| DNS  | Patrick Plisson    | ABF               | boycot     | boycot |
| DNS  | Rolf Blatter       | Kreidler          | boycot     | boycot |
| DNS  | Hagen Klein        | Hess Spezial      | boycot     | boycot |
| DNS  | Peter Looijesteijn | Kreidler          | boycot     | boycot |

## Zijspanklasse B2A
De zijspanrijders hadden minder problemen met het gladde asfalt in Spa-Francorchamps, behalve het feit dat de slicks niet goed op temperatuur kwamen. Er was een normaal startveld in de B2A-klasse. Siegfried Schauzu en Lorenzo Puzo mochten een ronde aan de leiding rijden, tot Rolf Biland/Kurt Waltisperg de eerste plaats overnamen. In de tiende ronde kwamen de hevig vechtende combinaties van Rolf Steinhausen/Kenny Arthur en Werner Schwärzel/Andreas Huber dicht bij en Steinhausen nam de leiding voor het eerst over. De volgende twee ronden ging Biland weer op kop, maar daarna wist Steinhausen definitief weg te rijden. Schwärzel crashte vier ronden voor het einde, waardoor Dick Greasley en John Parkins derde werden.

### Uitslag zijspanklasse B2A
| Pos | Coureur           | Bakkenist            | Merk           | Tijd       | Punten |
| --- | ----------------- | -------------------- | -------------- | ---------- | ------ |
| 1   | Rolf Steinhausen  | Kenny Arthur         | KSA-Yamaha     | 51' 24" 94 | 15     |
| 2   | Rolf Biland       | Kurt Waltisperg      | Schmid-Yamaha  |            | 12     |
| 3   | Dick Greasley     | John Parkins         | Yamaha         |            | 10     |
| 4   | Siegfried Schauzu | Lorenzo Puzo         | Busch-Yamaha   |            | 8      |
| 5   | Alain Michel      | Stuart Collins       | Seymaz-Yamaha  |            | 6      |
| 6   | Mick Boddice      | Mick Burns           | Yamaha         |            | 5      |
| 7   | Otto Haller       | Rainer Gundel        | Krauser-Yamaha |            | 4      |
| 8   | Hermann Huber     | Bernhard Schappacher | Krauser-Yamaha |            | 3      |
| 9   | Peter Frick       | Pascal Mottier       | Yamaha         |            | 2      |
| 10  | Walter Ohrmann    | Erich Schmitz        | Yamaha         |            | 1      |
| DNF | Werner Schwärzel  | Andreas Huber        | Yamaha         | ongeval    |        |
| DNF | Amedeo Zini       | Andrea Fornaro       | Busch-König    |            |        |
| DNF | Peter Campbell    | Richard Goodwin      | Yamaha         | ongeval    |        |
| DNF | Egbert Streuer    | Johan van der Kaap   | Schmid-Yamaha  |            |        |
| DNF | Cees Smit         | Charles Vroegop      | Seymaz-Yamaha  | drijfstang |        |

1921 · 1922 · 1923 · 1924 · 1925 · 1926 · 1927 · 1928 · 1929 · 1930 · 1931 · 1932 · 1933 · 1934 · 1935 · 1936 · 1937 · 1938 · 1939 · 1947 · 1948 · 1949 · 1950 · 1951 · 1952 · 1953 · 1954 · 1955 · 1956 · 1957 · 1958 · 1959 · 1960 · 1961 · 1962 · 1963 · 1964 · 1965 · 1966 · 1967 · 1968 · 1969 · 1970 · 1971 · 1972 · 1973 · 1974 · 1975 · 1976 · 1977 · 1978 · 1979 · 1980 · 1981 · 1982 · 1983 · 1984 · 1985 · 1986 · 1988 · 1989 · 1990